# Bekim Fehmiu
Bekim Fehmiu (ur. 1 czerwca 1936 w Sarajewie, zm. 15 czerwca 2010 w Belgradzie) – jugosłowiański aktor pochodzenia albańskiego.

## Życiorys
Pochodził z rodziny albańskiej z Kosowa, która osiedliła się w Sarajewie. Był synem Ibrahima Fehmiu (Ymera Haliliego) – nauczyciela i działacza narodowego. W latach 1956–1960 studiował w belgradzkiej Akademii Filmowej, na wydziale aktorskim, pod kierunkiem Mate Miloševicia. Karierę aktorską rozpoczął w Teatrze Regionalnym w Prisztinie, skąd przeszedł do Teatru Dramatycznego w Belgradzie, występował także z zespołem Atelier 212. W latach 1967–1981 nie był związany na stałe z żadnym teatrem, wtedy też w większym stopniu poświęcił się karierze filmowej.
Wystąpił w 41 filmach fabularnych. Debiutem filmowym Fehmiego była niewielka rola gazeciarza w filmie Opstinsko dete. Sławę przyniosła mu jedna z głównych ról w filmie Skupljaci perla, zrealizowanym w 1967. Filmy z lat 60. i 70. realizowane przez tak znanych reżyserów, jak Franco Rossi czy Rajmond del Balco przyniosły mu pozycję jednego z najbardziej rozpoznawalnych aktorów w Jugosławii i we Włoszech. Pozycję na rynku włoskim ugruntowała rola Odyseusza w miniserialu RAI Odyseja (L’Odissea, 1968) z Irene Papas i Barbarą Bach. W miniserialu Canale 5 Disperatamente Giulia (1989) u boku Tahnee Welch i Fabio Testi został obsadzony jako Armando Zani. Debiut na rynku amerykańskim w roli Daxa Xenosa w melodramacie przygodowym Lewisa Gilberta Awanturnicy (The Adventurers, 1969) opartym na powieści Harolda Robbinsa z Candice Bergen nie został pozytywnie przyjęty i nie przyniósł kolejnych propozycji z Hollywoodu. W swojej karierze filmowej używał aż dziewięciu języków (w tym tureckiego i hiszpańskiego). W 1972 przyjechał do Albanii, a jego wizyta stała się kanwą filmu dokumentalnego: Bekim Fehmiu në Shqipëri (Bekim Fehmiu w Albanii).
W 2001 nakładem wydawnictwa B92 ukazały się wspomnienia Bekima Fehmiu obejmujące okres dzieciństwa i wczesnej młodości - Blistavo i strašno (Wspaniale i strasznie).
Jego żoną była aktorka serbska Branka Petrić, miał dwóch synów, z których jeden Uliks jest także aktorem. Małżeństwo Albańczyka i Serbki, obojga znanych aktorów stanowiło przedmiot zainteresowania prasy belgradzkiej, a historię ich miłości opowiadała Branka Petrić w kolejnych wywiadach po śmierci męża. Ciało aktora, który popełnił samobójstwo strzałem z pistoletu, znalazła policja w jego belgradzkim domu. Prawdopodobną przyczyną tego desperackiego kroku były skutki udaru mózgu, którego w 2010 doświadczył. Zgodnie z ostatnią wolą zmarłego jego ciało skremowano, a prochy wrzucono do rzeki Bistricy, w okolicach Prizrenu.

## Filmografia
- 1953: Opstinsko dete jako gazeciarz
- 1961: Le vergini di Roma jako żołnierz etruski
- 1961: Nie zabijaj (Tu ne tueras point)
- 1962: Saša jako Marić
- 1964: Pod isto nebo jako Kerim
- 1965: Klakson jako Marko
- 1966: Roj jako Halil beg
- 1967: Spotkałem nawet szczęśliwych Cyganów (Skupljaci perla) jako Bora
- 1968: L'odissea jako Odyseusz (serial)
- 1970: The Adventurers jako Dax Xenos
- 1973: Ostatni wiosenny śnieg jako Roberto
- 1974: Cagliostro
- 1975: The Deserter jako kapitan Victor Kaleb
- 1975: Libera, moja miłość jako Sandro Poggi
- 1975: Permission to kill jako Alexander Diakim
- 1976: Salon Kitty jako Hans Reiter
- 1977: Black Sunday jako Mohamed Fasil
- 1977: Disposta a tutto jako Marco
- 1977: Specijalno vaspitanje jako Zarko Munizaba
- 1979: Stici pre svitanja jako Esad Lumi
- 1979: Partyzancka eskadra jako major Dragan
- 1979: I vecchi e i giovani jako Aurelio Costa (serial)
- 1981: Siroko je lisce jako Baja
- 1982: La voce jako Nicolai
- 1982: Sarâb jako Visdar
- 1985: Crveni i crni jako Da Giozo
- 1987: Un bambino di nome Gesù jako Józef (serial)
- 1987: Poslednja prica
- 1990: Dziecko zwane Jezus jako Józef
- 1997: Balkan Island: The Last Story of the Century jako Mentor
- 1998: Il cuore e la spada jako Gormond
- 2010: Genghis Khan: The Story of a Lifetime